# Działki (Starachowice)
 Działki – część miasta Starachowice. Leży w północnej części miasta, po wschodniej stronie ulicy Radomskiej. Dominuje tu zabudowa przemysłowa.